# Trachystoma
Trachystoma é um género botânico pertencente à família Brassicaceae.